# Економічна криза
Економі́чна кри́за (грец. krisis  — поворотний пункт) — порушення рівноваги між попитом і пропозицією на товари та послуги, що спричиняє депресивний процес в економічній кон’юнктурі конкретної країни, регіональній чи світовій економіці .

## Основні параметри
Економісти Австрійської школи економіки своїми дослідженнями обгрунтовують, що економічні кризи й регулярні депресії — результат дій держави та банків, які з періодичністю в кілька років запускають економічний цикл. Людвіг фон Мізес — основоположник неолібералізму, засновник австрійської школи економіки пише:
Якщо ми хочемо уникнути повторення економічних криз, ми повинні уникати розширення кредитування, яке створює бум і неминуче призводить до спаду (р.481).
Кредитна експансія може призвести до тимчасового буму. Але таке фіктивне процвітання має закінчитися загальною депресією торгівлі, спадом (р.21).
Щоправда, уряди можуть знизити відсоткову ставку в короткостроковій перспективі. Вони можуть випустити додаткові паперові гроші. Вони можуть відкрити шлях для кредитної експансії банків. Таким чином, вони можуть створити штучний бум і видимість процвітання. Але такий бум рано чи пізно неминуче обрушиться і призведе до депресії (р.251).
Хвилеподібний рух, що впливає на економічну систему, повторюваність періодів буму, які змінюються періодами депресії, є неминучим результатом спроб, що повторюються знову і знову, знизити валову ринкову ставку відсотка за допомогою кредитної експансії (р. 570). 
Бум породжує зубожіння. Але ще більш катастрофічними є його моральні наслідки. Він робить людей зневіреними і розчарованими. Чим оптимістичнішими вони були під час ілюзорного процвітання періоду буму, тим більшим є їх відчай і відчуття розчарування. Людина завжди готова приписати свою удачу власній ефективності і сприйняти її як заслужену винагороду за свій талант, працьовитість і чесність. А от в невдачах він завжди звинувачує інших людей, а найбільше - абсурдність соціальних і політичних інститутів. Він не звинувачує владу в тому, що вона сприяла буму. Він засуджує її за неминучий крах (р.574).

## Лаґ економічної кризи
Лаґ — ступінь впливу як на національну економіку, так і однієї економіки на іншу, підпорядкованішу, яка йде з нею в синхроні. Прикладами є економіки США та Канади, Росії та України тощо.

## Кризи в історії економіки України
Наприкінці XIX ст. почалася світова економічна криза. Наддніпрянська Україна, яка в 60-90-х роках XIX ст. переживала період прискореної індустріалізації, наприкінці 90-х років XIX ст. відчула перші ознаки економічного спаду. Найбільш виразних форм криза набула в 1900—1903 рр. Вона охопила найрозвиненіші галузі промисловості України — металургійну і кам'яновугільну. Швидко знижувалися ціни на залізо, чавун, вугілля. Багато металургійних і гірничорудних підприємств припинило роботу. Криза охопила частково легку і харчову промисловість, у тому числі й цукрову, а в Західній Україні — нафтовидобувну. Криза сприяла розоренню слабкіших і привела до подальшої концентрації сильніших й утворення на їх основі монополій.
Криза 1900—1908 рр. в українських губерніях Наддніпрянщини, порівняно з російською і загальносвітовою, була глибшою і тривалішою. Це пояснюється особливостями індустріалізації України.
Металургійна і кам'яновугільна промисловість Наддніпрянщини дуже залежала від державних замовлень, зокрема на метал для залізничного будівництва, яке в цей час скоротилося. Попит на продукцію цукрової промисловості також знизився.
Дерев'янкін вказує, що уже в 1901—1903 pp., як тільки було ліквідовано безпосередню гостроту кризи.